# Kristiine Miilen
 (avril 2024).
La mise en forme du texte ne suit pas les recommandations de Wikipédia : il faut le « wikifier ».
Les points d'amélioration suivants sont les cas les plus fréquents. Le détail des points à revoir est peut-être précisé sur la page de discussion.
- Les titres sont pré-formatés par le logiciel. Ils ne sont ni en capitales, ni en gras.
- Le texte ne doit pas être écrit en capitales (les noms de famille non plus), ni en gras, ni en italique, ni en « petit »…
- Le gras n'est utilisé que pour surligner le titre de l'article dans l'introduction, une seule fois.
- L'italique est rarement utilisé : mots en langue étrangère, titres d'œuvres, noms de bateaux, etc.
- Les citations ne sont pas en italique mais en corps de texte normal. Elles sont entourées par des guillemets français : « et ».
- Les listes à puces sont à éviter, des paragraphes rédigés étant largement préférés. Les tableaux sont à réserver à la présentation de données structurées (résultats, etc.).
- Les appels de note de bas de page (petits chiffres en exposant, introduits par l'outil «  Source ») sont à placer entre la fin de phrase et le point final[comme ça].
- Les liens internes (vers d'autres articles de Wikipédia) sont à choisir avec parcimonie. Créez des liens vers des articles approfondissant le sujet. Les termes génériques sans rapport avec le sujet sont à éviter, ainsi que les répétitions de liens vers un même terme.
- Les liens externes sont à placer uniquement dans une section « Liens externes », à la fin de l'article. Ces liens sont à choisir avec parcimonie suivant les règles définies. Si un lien sert de source à l'article, son insertion dans le texte est à faire par les notes de bas de page.
- La présentation des références doit suivre les conventions bibliographiques. Il est recommandé d'utiliser les modèles {{Ouvrage}}, {{Chapitre}}, {{Article}}, {{Lien web}} et/ou {{Bibliographie}}. Le mode d'édition visuel peut mettre en forme automatiquement les références.
- Insérer une infobox (cadre d'informations à droite) n'est pas obligatoire pour parachever la mise en page.

Pour une aide détaillée, merci de consulter Aide:Wikification.
Si vous pensez que ces points ont été résolus, vous pouvez retirer ce bandeau et améliorer la mise en forme d'un autre article.
 (avril 2024).

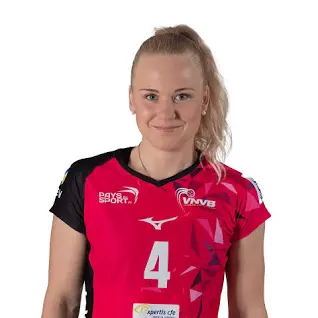

Kristiine Miilen (née le 4 décembre 1996 à Viljandi) est une volleyeuse estonienne qui évolue dans le club de Vandœuvre Nancy Volley-Ball à partir de la saison 2023/24.

## Entraîneurs
- Merle Keerutaja, entraîneur du Viljandi SK
- Peeter Vahtra, entraîneur de l'équipe Audentes/jeunes, et Margit Kööbi
- Andres Toode, entraîneur de l'Université de Tartu/Eeden
- Teemu Mäkikyrö, entraîneur du WoVo Rovaniemi
- Giulio Bregoli, entraîneur de volley-ball du VAR de Saint-Raphaël
- Kristjan Kais et Mari-Liis Graumann, entraîneurs de l'équipe de jeunes de beach-volley
- Marko Mett et Andrei Ojamets, entraîneurs de l'équipe féminine estonienne de volley-ball
- André Sa, entraîneur du club de Vandoeuvre-Nancy Volley Ball.

## Réalisations
- 2012-2013 – Vainqueur de la Coupe féminine et championne d'Estonie (Viljandi Metall)
- 2013 – Meilleur marqueuse de l’EEVZA (équipe de jeunes)
- 2013-2014 – 5e du Championnat d'Estonie féminin.
- 2014 – Meilleure jeune volleyeuse d'Estonie
- 2014-2015 – dans la composition des meilleures joueuses de la ligue estonienne
- 2015 – Bronze lors du Championnat d'Estonie féminin (Université de Tartu/Eden)
- 2015-2016 - 5ème du tournoi principal de la ligue finlandaise.
- 2016-2017 – dans la composition des meilleures joueuses de la ligue finlandaise (octobre 2016)
- 2016-2017 - 8ème du tournoi principal de la ligue finlandaise.
- 2021-2022 – Meilleure joueuse de volleyball d'Estonie[2].
- 2023-2024 - 4è du championnat de France de volley-ball.

### Médias
- Gregor, M. "Miilen a fait un pas en avant tant en termes de stabilité que de score". Postimees, 31 mars 2017
- "Kristiine Miilen, qui a réalisé une saison réussie : maintenant je regarde en dehors de la Finlande". Delfi, 30 mars 2017
- "Kristiine Miilen est plus que sereine avec sa première saison en extérieur". Association estonienne de volleyball, 1er décembre 2015
- Luik, M. "Kristiine Miilen, qui a terminé une saison réussie, évolue dans un nouveau club étranger". Sakala, 30 mars 2017
- Luik, M. "Kristiine Miilen continue sur une bonne dynamique en Finlande". Sakala, 22 mars 2016
- Luik, M. "Kristiine Miilen a encore une fois été la meilleure de son club d'origine". Sakala, 13 février 2017
- Luik, M. "Kristiine Miilen a contribué à mettre fin à la triste séquence de WoVo". Sakala, 10 janvier 2017
- Luik, M. "La femme enceinte qui a abandonné la ligue finlandaise débarque sur la côte méditerranéenne". Sakala, 5 août 2017
- Luik, M. "Viljandlanna poursuit sa carrière dans la ville natale du Père Noël". Sakala, 1er octobre 2016
- Parts, K. "Un joueur de l'équipe nationale estonienne a été sélectionné dans la formation symbolique de la Finlande en octobre". Postimees, 3 novembre 2016
- Parts, K. "Le club local de l'Estonie a raté les demi-finales en Finlande". Postimees, 26 mars 2016